# Demetriade (nobile)
Anicia Demetriade o Demetria (latino: Demetrias; Roma, 398 circa – Roma, dopo il 440) è stata una nobildonna romana, membro della potente famiglia degli Anici, in contatto con diversi uomini di Chiesa, di cui fu la patrona e la destinataria di trattati e lettere.

## Biografia
Anicia Demetriade nacque nel 398 circa, figlia di Anicio Ermogeniano Olibrio, console nel 395, e di Anicia Giuliana, e dunque membro delle nobile e influenti gentes Anicia e Amnia; è descritta come la più nobile e ricca persona del mondo romano negli anni 410.
Nel 410, in occasione del sacco di Roma, Demetriade lasciò la città con sua madre Giuliana e con la nonna paterna Anicia Faltonia Proba e si recò a Cartagine, dove le tre nobildonne furono imprigionate dal comes Eracliano, che le liberò solo dopo il pagamento di un enorme riscatto.
Mentre si trovavano a Cartagine, sua madre e sua nonna furono in contatto col vescovo Agostino d'Ippona, che le aiutò a seguire una vita religiosa. Demetriade, che aveva circa quindici anni nel 413, doveva sposarsi, ma seguiva segretamente una vita ascetica, influenzata da Agostino. Non rivelò la propria scelta ai suoi parenti, per paura di contrariarli, ma quando il suo matrimonio fu vicino, decise di raccontare alla madre e alla nonna della sua intenzione di non sposarsi e di prendere il velo. Le sue parenti furono molto contente e, nel 413, prese il velo in una cerimonia presieduta dal vescovo Aurelio di Cartagine.
Per aiutarla nella sua vita spirituale, Giuliana e Proba chiesero a diversi uomini di Chiesa di inviare consigli a Demetriade. Agostino rispose consigliandole di leggere il suo De sancta virginitate, Girolamo le inviò una lunga lettera con molti consigli, mentre Pelagio, un teologo avversario di Agostino, le indirizzò un trattato sotto forma di lettera, la Epistola ad Demetriam.
Più tardi, Demetriade tornò alla sua città nativa, Roma; a questo periodo è fatta risalire l'anonima Epistula ad Demetriadem de vera humilitate, scritta nel 440 da papa Leone I o, secondo un'altra interpretazione, nel 435 da Prospero di Aquitania, in cui si attaccano le posizioni di Pelagio sulla base delle tesi di Agostino.
Demetriade eresse una chiesa dedicata a Stefano protomartire lungo la via Latina, a tre miglia da Roma, su una delle sue proprietà.
Morì durante il pontificato di papa Leone I (440-461).